# Çiçekoğlu, Gemerek
Çiçekoğlu là một xã thuộc huyện Gemerek, tỉnh Sivas, Thổ Nhĩ Kỳ. Dân số thời điểm năm 2011 là 99 người.